# 綾野幹
綾野 幹（あやの もとき、1991年6月7日 - ）は、日本の俳優。かつてはスマイルモンキーに所属していた。

## 人物
- 2002年にバラエティー番組の再現VTRでデビュー。
- CM出演では、2002年に「全国牛乳普及協会」「JR東日本」「カネボウ・旅の宿」に出演して以来、約6年ぶりに「江崎グリコ・はじけて学園天国編」に出演した。

## 出演

### バラエティ番組
- 目撃!ドキュン（2002年、テレビ朝日）
- 特命リサーチ200X（2002年、日本テレビ）
- 奇跡体験!アンビリバボー（2002年、フジテレビ）
- ゲーム学園6年G組（2003年12月、ABCテレビ）

### テレビドラマ
- 火曜サスペンス劇場「うさぎと亀2〜川の流れのように〜」（2004年6月1日、日本テレビ） - 菊池文哉役

### テレビアニメ
- キノの旅 -the Beautiful World-（2003年、WOWOW） - 子供役

### CM
- 栄光ゼミナール（2009年1月 - ）
  - 「体験学習篇」
  - 「指導スタイル篇」

### 映画
- 14歳（2007年、ぴあ）